# Хородиште (Дондюшанский район)
Хородиште (рум. Horodiște, Городище) — село в Дондюшанском районе Молдавии. Относится к сёлам, не образующим коммуну.

## География
Село расположено на высоте 210 метров над уровнем моря.

## Население
По данным переписи населения 2004 года, в селе Хородиште проживает 1075 человек (479 мужчин, 596 женщин).
Этнический состав села:
| Национальность | Число жителей | Процентный состав |
| -------------- | ------------- | ----------------- |
| молдаване      | 1022          | 95,07             |
| украинцы       | 20            | 1,86              |
| румыны         | 11            | 1,02              |
| цыгане         | 9             | 0,84              |
| русские        | 8             | 0,74              |
| поляки         | 1             | 0,09              |
| болгары        | 1             | 0,09              |
| прочие         | 3             | 0,28              |
| Всего          | 1075          | 100 %             |

## Известные уроженцы
- Друцэ, Ион Пантелеевич (1928—2023) — молдавский писатель и драматург.